# بينيتو مارتينز
بينيتو مارتينز (بالإنجليزية: Benito Martinez)‏ هو ممثل أمريكي، ولد في 28 يونيو 1971 في الولايات المتحدة.

## أعمال

### أفلام
- (2004) سو
- (2004) فتاة المليون دولار[2]

### مسلسلات
- الدرع
- الملفات الغامضة
- بيت البطاقات
- كاسل

## وصلات خارجية
- بينيتو مارتينز على موقع IMDb (الإنجليزية)
- بينيتو مارتينز على موقع ألو سيني (الفرنسية)
- بينيتو مارتينز على موقع أول موفي (الإنجليزية)
- بينيتو مارتينز على موقع قاعدة بيانات الأفلام السويدية (السويدية)
- بينيتو مارتينز على موقع إن إن دي بي (الإنجليزية)
- بينيتو مارتينز على موقع قاعدة بيانات الفيلم (الإنجليزية)
- بينيتو مارتينز على موقع كينوبويسك (الروسية)